# Wolfkin
Wolfkin (titolo originale: Kommunioun) è un film horror del 2022 in coproduzione tra Lussemburgo e Belgio scritto e diretto da Jacques Molitor e presentato in anteprima al Festival del Cinema di Sitges e al FrightFest di Londra.
Nell'aprile del 2023 concorre per il Méliès d'argento al BIFFF di Bruxelles e riceve quattro candidature alla decima edizione del Luxembourg Film Award (Lëtzebuerger Filmpräis), vincendo i due premi di miglior lungometraggio lussemburghese di fiction o animazione e miglior contributo creativo in un'opera di fiction o documentario per la fotografia.

## Trama
Elaine, una madre single di Bruxelles, è preoccupata per il figlio di dieci anni Martin, che si comporta in modo sempre più aggressivo, tanto da mordere ferocemente i coetanei. Elain non sa più come affrontare la situazione e decide quindi di andare in Lussemburgo, per chiedere consiglio ai nonni paterni del bambino. La conoscenza dei facoltosi nonni Joseph e Adrienne, insieme a quella dello scorbutico zio Jean, non sembra però portare alla soluzione sperata: Martin finisce per cedere ai suoi istinti più animaleschi, trasformandosi in pochi giorni in un uomo lupo.  

## Produzione
Le riprese di Kommunioun (alias “Urwald”) sono iniziate nell’estate del 2021 e si sono svolte per oltre sette settimane tra Lussemburgo e Belgio. Si tratta di una coproduzione delle case "Les Films Fauves" (LU) e "Novak Prod" (BE). 

## Distribuzione

### Data di uscita
Kommunioun esce ufficialmente il 20 settembre 2023. In Italia viene distribuito con il titolo "Wolfkin" da Satine Noir il 24 agosto 2023 e nel luglio del 2024 va in onda in prima visione sul canale televisivo Rai 4.

### Edizione italiana
La direzione del doppiaggio è di Federico Zanandrea e i dialoghi italiani sono curati da Esther Ruggiero per conto di VIDEODELTA - Torino; la Sound Design si è occupata della sonorizzazione.

### Edizioni home video
Uncork’d Entertainment, casa di distribuzione USA, pubblica Wolfkin in digitale e DVD l’8 agosto 2023.

## Accoglienza

### Critica
Sull'aggregatore di recensioni Rotten Tomatoes il film riceve un punteggio di 100% basato su 6 recensioni del 2023.

## Riconoscimenti
- 2023 – BIFFF
  - Candidatura all'European Méliès Competition[3]
- 2023 – Luxembourg Film Award[4]
  - Miglior lungometraggio lussemburghese di fiction o animazione
  - Miglior contributo creativo in un'opera di fiction o documentario a Amandine Klee (fotografia)
  - Candidatura alla migliore interpretazione maschile a Victor Dieu
  - Candidatura alla migliore interpretazione femminile a Marja-Leena Junker